# Izbiște, Criuleni
Izbiște este un sat din raionul Criuleni, Republica Moldova.

## Istorie
Satul este atestat documentar într-un act prin care Alexandru voievod întărește lui Mihail logofăt și fraților săi, Duma și Tador, mai multe sate din Moldova, inclusiv Izbiște:
„Din mila lui Dumnezeu, noi, Alexandru voievod, domn al Țării Moldovei. Facem cunoscut cu această carte a noastră, tuturor celor care o vor vedea sau o vor auzi citindu-se, că acest adevărat și cinstit și credincios boier al nostru, pan Mihail logofăt, a slujit mai înainte sfintrăposaților noștri înaintași drept și credincios, iar astăzi ne slujește și ni se arată prieten drept și credincios, ca un adevărat creștin. Pentru aceea, noi, văzând dreapta și credincioasa lui slujbă care noi, i-am miluit cu deosebita noastră milă și îi dăm și i-am dat satele, în țara noastră, în Moldova: un sat pe Bistrița, anume Vânătorii noștri, ...

Și, de asemenea, îi întărim satele lui și vislujenia și ocinile drepte pe care le are de la înaintașii noștri: pe Răut, anume Procopeni, și cu moară, și Izbișcea, și cu prisăcile care au ascultat și ascultă de aceste sate, ...

...

Iar pentru mai mare întărirea a tuturor celor mai sus-scrise, am poruncit slugii noastre, Tador al lui Prodan, să serie și să atârne pecetea noastră la această carte a noastră.

Scris la Suceava, în anul 6961 <1453>, luna iunie, 20.”

## Administrație și politică
Componența Consiliului local Izbiște (13 consilieri), ales la 5 noiembrie 2023, este următoarea:
|  | Partid                                            | Consilieri | Componență | Componență | Componență | Componență | Componență | Componență | Componență | Componență | Componență | Componență |
|  | ------------------------------------------------- | ---------- | ---------- | ---------- | ---------- | ---------- | ---------- | ---------- | ---------- | ---------- | ---------- | ---------- |
|  | Alianța Liberalilor și Democraților pentru Europa | 10         |            |            |            |            |            |            |            |            |            |            |
|  | Partidul Acțiune și Solidaritate                  | 3          |            |            |            |            |            |            |            |            |            |            |

## Galerie de imagini

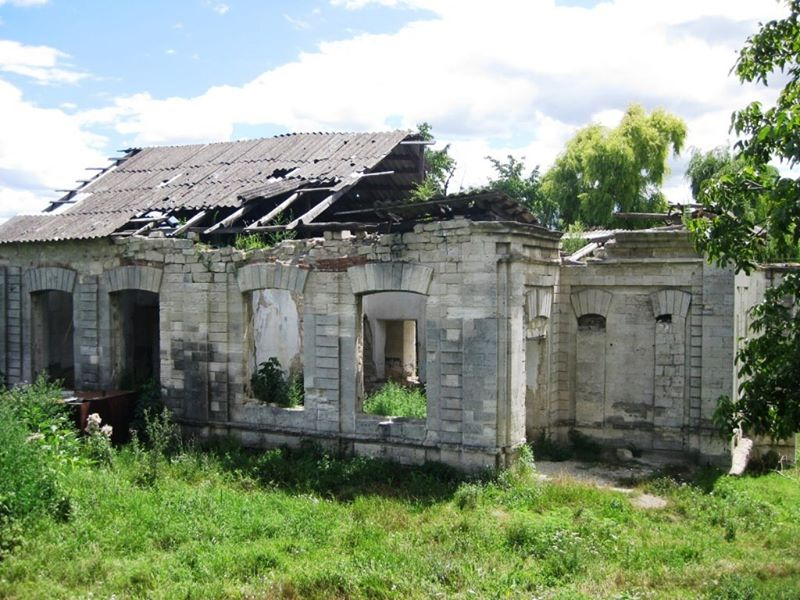
Conacul abandonat.
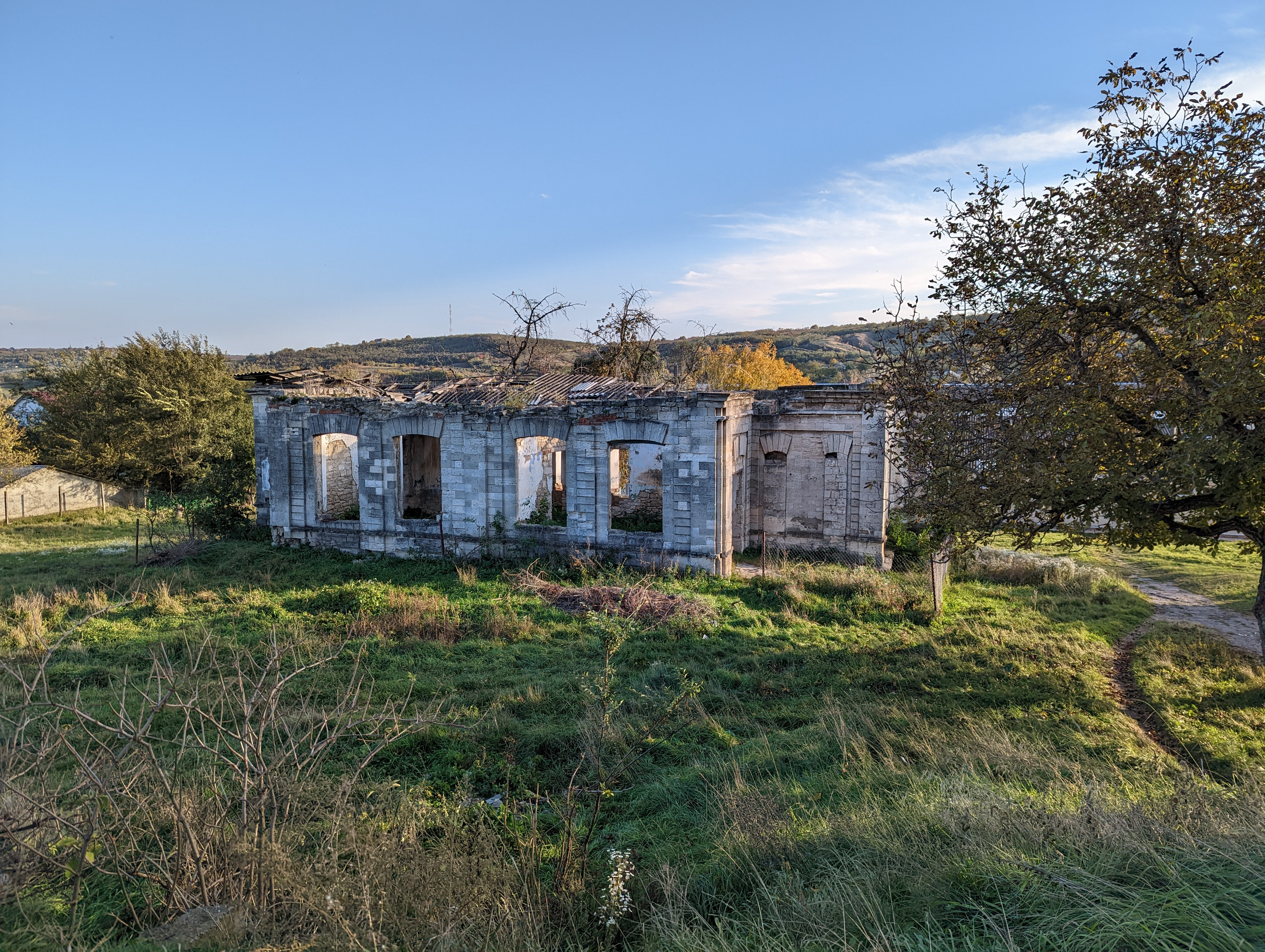
În prezent.
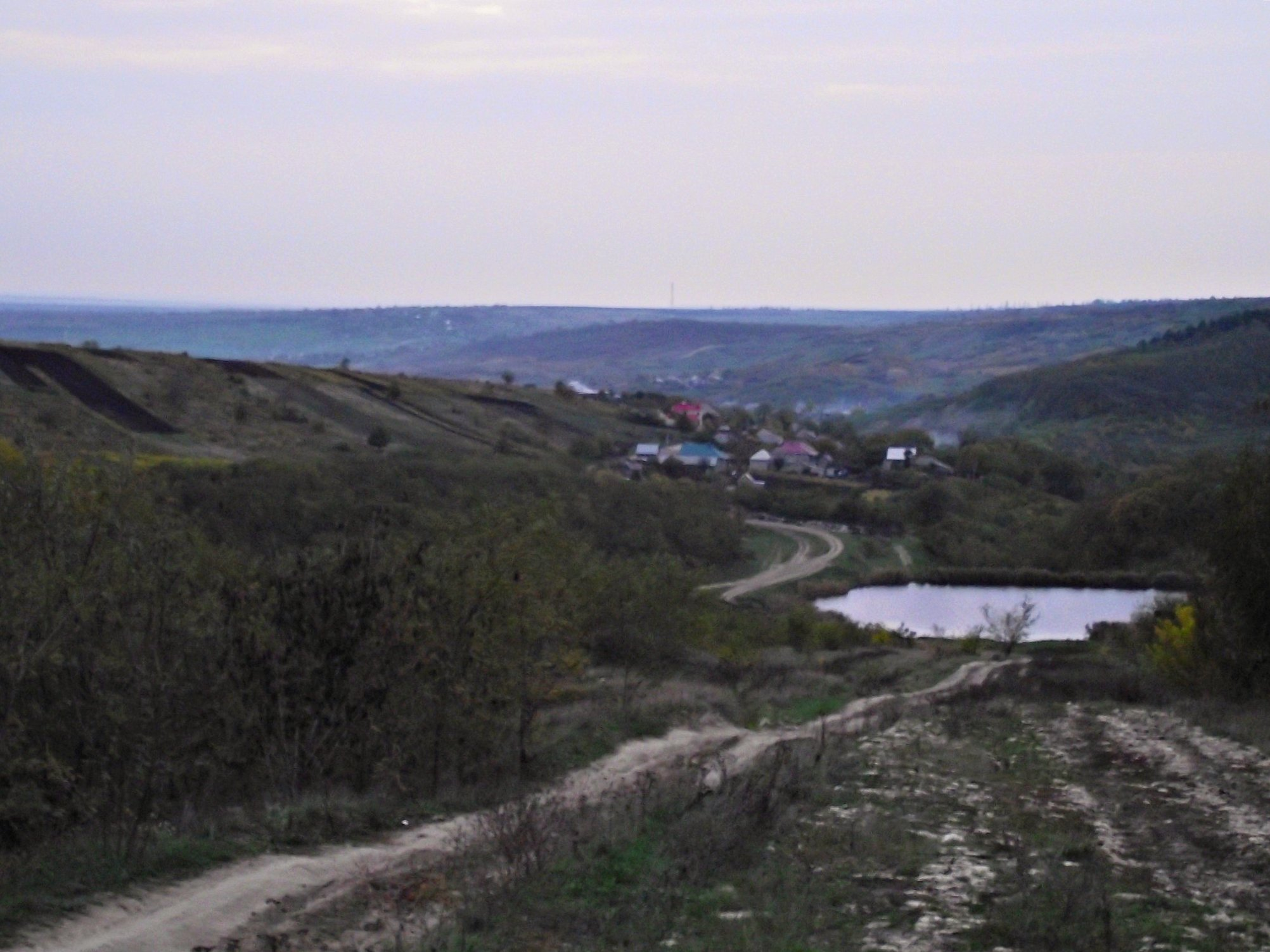
Drumul spre sat...